# Mécaniques célestes (film)
Pour plus de détails, voir Fiche technique et Distribution.
Mécaniques célestes est un film franco-hispano-belgo-vénézuélien réalisé par Fina Torres et sorti en 1995.

## Synopsis
Ana, une jeune cantatrice de Caracas sur le point de se marier, s’enfuit précipitamment à Paris. Les astres vont lui être à la fois bénéfiques et maléfiques : elle fait parallèlement la connaissance d’un gentil groupe de latinos et celle de l’arriviste et inquiétante artiste-vidéaste Céleste.

## Fiche technique
- Titre original : Mécaniques célestes
- Titre espagnol : Mecánicas celestes
- Réalisation : Fina Torres
- Scénario : Fina Torres, Daniel Odier alias « Delacorta », Blanca Strepponi
- Adaptation et dialogues : Telsche Boorman, Yves Delaubre, Chantal Pelletier, Corda Prunhuberleon
- Assistants à la réalisation : Alain Olivieri, Serge Dupuy-Malbray
- Décors : Claire Dague, Sandi Jelambi
- Costumes : Ariadna Papiò
- Photographie : Ricardo Aronovitch
- Son : Claude Bertrand, Jacques Thomas-Gérard, Thierry Lebon
- Montage : Christiane Lack, Catherine Trouillet-Shorr
- Musique : Alma Rosa, François Farrugia, Michel Musseau
- Productrice déléguée : Fina Torres
- Producteur exécutif : Gérard Costa
- Directeurs de production : Claire Lion, Jacques Bantoux
- Sociétés de production : Bastille Films (France), Miralta Films (France), Canal+ (France), CNC (France), Club d'Investissement Média (France), Eurimages (France), Ministère de la Culture, Mistral Films (France), Sacem (France), Panderadas CA (Espagne), Producciones Pandorados (Espagne), Da Fondo de Fomentos Cinematograficas de Venezuela, Paradise Films (Belgique)
- Sociétés de distribution[1] : AFMD (France), Roissy Films (vente à l'étranger)
- Pays d’origine :  Belgique,  Espagne,  France,  Venezuela
- Langues originales : anglais, espagnol, français, italien
- Format : 35 mm — couleur — 1.85:1 — son Dolby
- Genre : comédie
- Durée : 87 minutes
- Date de sortie :  17 mai 1995
- (fr) Classifications et visa CNC : mention « tous publics », Art et Essai, visa d'exploitation no 69789 délivré le 10 février 1995

## Distribution
- Ariadna Gil (voix chantée par Elsa Maurus) : Ana
- Arielle Dombasle : Céleste
- Évelyne Didi : Alcanie
- Lluís Homar : Italo Medici
- Frédéric Longbois : Armand
- Hildegarde García Madriz : Toutou
- Michel Debrane : Grigorief
- Olivier Granier : Claude
- Alma Rosa Castellanos : Lucila
- Didier Azoulay : Pierre-Jean
- Bernard Pinet : l'inspecteur qui enquête

## Distinctions

### Récompenses
- Festival international du film francophone de Namur 1995 : Prix du public de la Ville de Namur à Fina Torres
- Outfest 1996 (The Los Angeles Gay & Lesbian Film Festival) : Grand prix du jury du meilleur récit à Mécaniques célestes.

## Production

### Scénario
- Le conte de Cendrillon revu, corrigé et transposé dans la faune parisienne artistique, marginale et latino.

### Casting
- Fina Torres[1] : « Pour Mécaniques célestes, j'ai construit mes personnages à partir d'histoires de gens que j'avais rencontrés à Paris et qui m'avaient touchée. Rien n'a été totalement inventé, rien n'a existé tel quel. La vérité a été romancée, exagérée, transformée. Un personnage de psychanalyste comme « Alcanie » ou le sorcier genre marabout — voyou comme « Toutou », j'en ai croisé quelques-uns. J'ai aussi connu un garçon délirant comme « Armand » et aussi généreux que lui, il avait un fiancé depuis douze ans et il a fait un mariage blanc pour aider une de mes amies. D'ailleurs, la rencontre avec le comédien qui l'a interprété, Frédéric Longbois, a été aussi délirante. Je l'ai connu par hasard dans un salon de coiffure où il travaillait. Il m'a coupé les cheveux en chantant des chansons dont il était l'auteur et en me faisant tout un numéro. Émerveillé par ce personnage farfelu qui, en plus, ressemblait étonnamment au personnage du scénario, je lui ai proposé le rôle. Il en était tellement ému qu'il a relancé son récital tout en travaillant sur ma tête. J'ai quitté le salon les cheveux coupés à ras. »

### Tournage
- Année de prises de vue : 1994.
- Extérieurs : Paris.

### Musique
Sauf indication contraire, les informations mentionnées dans cette section peuvent être confirmées par la base de données cinématographiques IMDb,  présente dans la section « Liens externes ».
BO
- Chansons écrites et interprétées par Alma Rosa Castellanos :
  - Mecanicas Celestes,
  - Chico Iloron,
  - Allé té,
  - Sin Té (La boda),
  - Salsaben Vino nuevo,
  - Mecanicas Celestes (final).
- Chansons de François Farrugia interprétées par François Longbois :
  - Paris, ciel gris,
  - Paris, Music Hall,
  - Rêve de star (MGM),
  - Le Blues d'Ana,
  - 3615 Bonheur,
  - Accordéon de Paris.
- Sometimes I Eat Spiders, écrite par Michel Musseau et interprétée par Arielle Dombasle (soprano).

Musiques additionnelles
- Extraits de l'opéra La Cenerentola (d'après le conte Cendrillon), livret de Jacopo Ferretti et musique de Gioachino Rossini : 
  - Ouverture (Sinfonia), interprétée par l'orchestre symphonique de Londres dirigé par Claudio Abbado,
  - Final, interprété par l'orchestre symphonique de Londres et les chœurs du Scottish Opera dirigés par Claudio Abbado,
  - O figlie amabili, interprété par l'orchestre symphonique de Londres et les chœurs du Scottish Opera dirigés par Claudio Abbado,
  - Portatemi a balar, interprété par Teresa Berganza (mezzo-soprano), Paolo Montarsolo (basse), avec l'orchestre symphonique de Londres et les chœurs du Scottish Opera dirigés par Claudio Abbado,
  - Una volta c'era un re, interprétée par Elsa Maurus (mezzo-soprano) et Frédéric Chaslin (piano),
  - Una grazzia, un certo incanto, interprété par Alberto Lojo (ténor) et João Paulo Santos (piano),
  - Zito zito piano piano, interprété par Alessandro Corbelli (baryton), William Matteuzzi (en) (ténor) dirigés par Riccardo Chailly, live au Teatro comunale (Bologne).
- Casta diva de l'opéra Norma, musique de Vincenzo Bellini, interprété par Maria Callas (soprano) avec l'Orchestre symphonique de Rome dirigé par Tullio Serafin, live aux Arènes de Vérone.
- Una voce poco fa de l'opéra Le Barbier de Séville, musique de Gioachino Rossini, interprété par Arielle Dombasle (soprano).
- Lieder de Franz Schubert interprétés par Elsa Maurus (mezzo-soprano) et Frédéric Chaslin (piano) :
  - Litanei auf das Fest Aller Seelen,
  - Der Musensohn,
  - Auf dem Wasser zu singen.
- Ave Maria, musique de Franz Schubert, interprété par Margot Pares Reyna (soprano) et Michel Maurer (orgue).
- Lieder de Robert Schumann interprétés par Elsa Maurus (mezzo-soprano) et Frédéric Chaslin (piano) : Frauenliebe und -leben, opus 42/Ich kann's nicht fassen.